# Salzbund
Der Begriff Salzbund ist die Übersetzung des hebräischen Begriffs ברית מלח (berit melah). Die genaue Bedeutung und der Ursprung des Begriffs sind nicht mehr zu ermitteln. Er scheint in seiner Bedeutung eine besondere, ewig andauernde Qualität der Bundeszusage JHWHs an das Volk Israel zu unterstreichen.

## Biblischer Gebrauch
ברית מלח findet sich in der Hebräischen Bibel an zwei Stellen: In Num 18,19  steht der Begriff in Verbindung mit der Nennung der Teile des Opfers, die den Priestern zustehen. Diese Anordnung wird mit dem Begriff Salzbund bekräftigt. In 2 Chr 13,5  verwendet König Abija von Juda den Salzbund, um seinen Anspruch auf das ganze syropalästinische Gebiet zu bekräftigen und seinen Feldzug gegen das Nordreich Israel zu legitimieren.
In der umgekehrten Stellung als »Salz des Bundes« (מלח ברית) kommt der Begriff in Lev 2,13  vor. Dort wird das Salz als unabdingbare Zugabe zum Speiseopfer genannt.